# Davidioides martini
Davidioides martini – gatunek ważki z rodziny gadziogłówkowatych (Gomphidae); jedyny przedstawiciel rodzaju Davidioides. Występuje w Ghatach Zachodnich (południowo-zachodnie Indie).